# نيد باربوسا
نيد باربوسا (بالبرتغالية: Neyde Barbosa) مواليد 23 سبتمبر 1980 في بنغيلا، أنغولا، هي لاعبة كرة يد أنغولية تلعب كحارس مرمى. مثلت منتخب أنغولا لكرة اليد للسيدات. شاركت في دورة الألعاب الأولمبية الصيفية سنة 2004. حققت المركز الأول في ألعاب عموم أفريقيا 2011.

## سجل المنافسة
شاركت في البطولات التالية:
- الألعاب الأولمبية الصيفية 2004
- الألعاب الأولمبية الصيفية 2012
- الألعاب الأولمبية الصيفية 2016
- بطولة العالم لكرة اليد للسيدات 2011

## الميداليات
| الميدالية | المسابقة                |
| --------- | ----------------------- |
| ذهبية     | ألعاب عموم أفريقيا 2011 |

## روابط خارجية
- نيد باربوسا على موقع اللجنة الأولمبية الدولية (الإنجليزية)
- نيد باربوسا على موقع أوليمبيديا (الإنجليزية)